# Lucca Comics & Games
Lucca Comics & Games är ett årligen återkommande kulturevenemang i Lucca i Italien, en kombination av seriefestival och spelkonvent. Det är det publikt största arrangemanget i genren i Europa (i konkurrens med Seriefestivalen i Angoulême) och internationellt endast överträffat av Japans Comiket. Evenemanget arrangeras sedan 1993, som en fortsättning av föregångaren Salone Internazionale dei Comics (1965–2005, de sista åren arrangerad i Rom).

## Historia

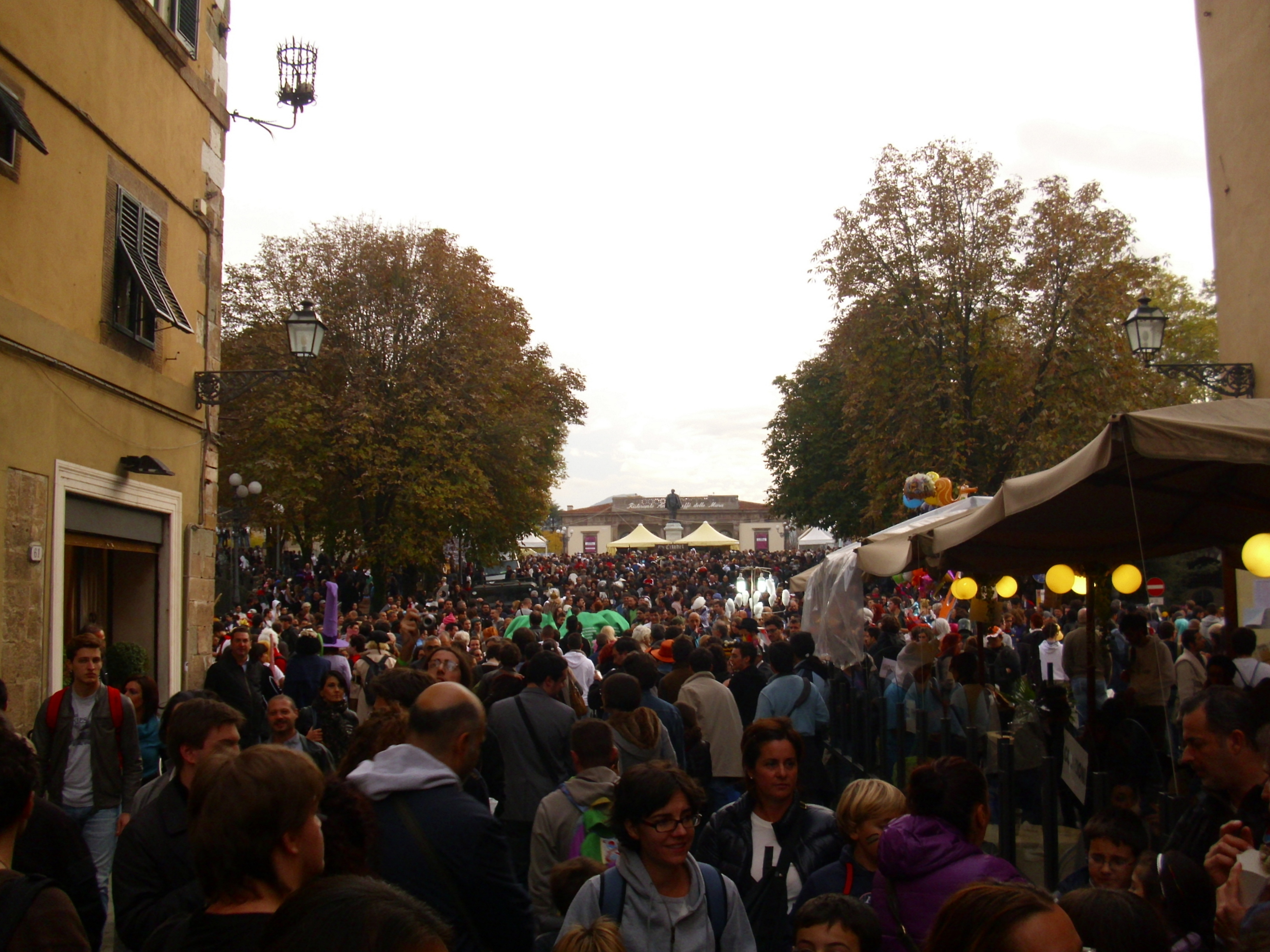
Folkmassa på Via Vittorio Veneto under 2012 års arrangemang.

### Salone Internazionale dei Comics
Salone Internazionale dei Comics ("Internationella seriefestivalen", SIdC) arrangerads 1965 för första gången i den italienska badorten Bordighera. Initiativtagare var italienarna Rinaldo Traini och Romano Calisi samt fransmannen Claude Moliterni, vilka tillsammans etablerade International Congress of Cartoonists and Animators. Detta var samma år som Svenska Serieakademin startades i Sverige och samtidigt som en mängd uppmärksamhet skedde kring seriemediet i Frankrike (se Nya vågen).
Året efter arrangerades den andra upplagan av SIdC, vid en mindre torg i centrum av den toskanska staden Lucca. Därefter etablerades det hela som ett årligt och växande evenemang i Lucca, med förlagsevent, konferenser och prisutdelningar.
Från och med 1977 tvang finansieringssvårigheter till en övergång från årligt till varannanårsarrangemang (på jämna år). Under 1980-talet flyttade arrangemanget till en idrottsanläggning utanför stadsmurarna, och 1988 tvang problem med ekonomin hela arrangemanget att ställas in.

### Senare år
Efter 1992 års upplaga förklarade kommunen Lucca att man ville begränsa sitt ekonomiska åtagande för dylika evenemang. Inget SIdC-arrangemang blev av 1994, men året därpå arrangerades det istället i Rom, som del av satsningen EXPOCARTOON; sammanlagt nio upplagor arrangerades fram till 2005. Därefter integrerades det hela åter i ett nytt arrangemang som etablerats i Lucca.
Ett nytt återkommande arrangemang av snarlikt slag kom dock till stånd i Lucca i början av 1990-talet. Där kom även spelsektorn att integreras – från och med 1995 (1996). Första upplagorna hade namnet Lucca Comics, och senare etablerades det hela som Lucca Comics & Games.
2002 års upplaga lockade 50 000 besökare. 2016 kom totalt 270 000 besökare.

## Seriepriser

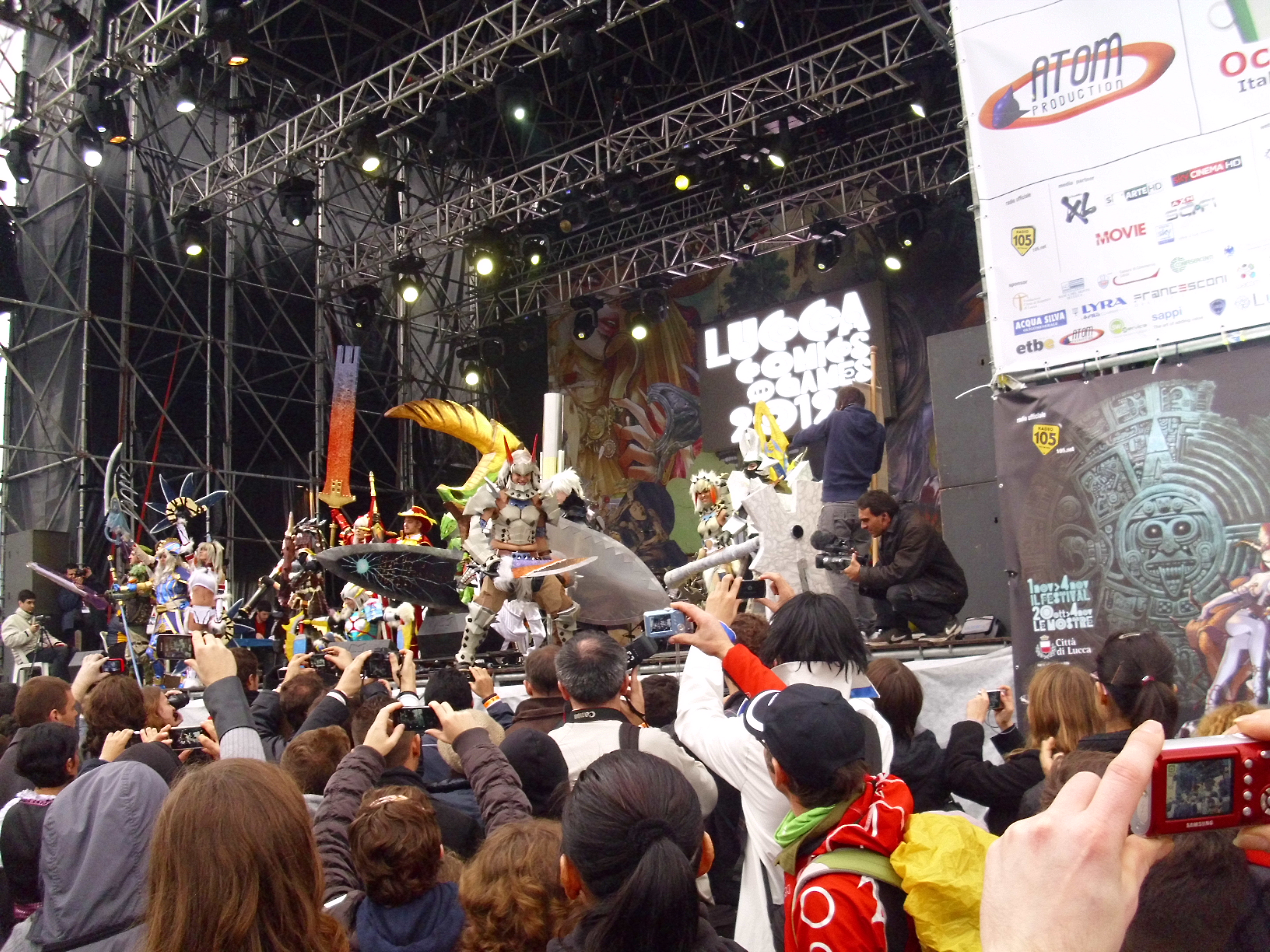
Cosplay-scenen (2012).

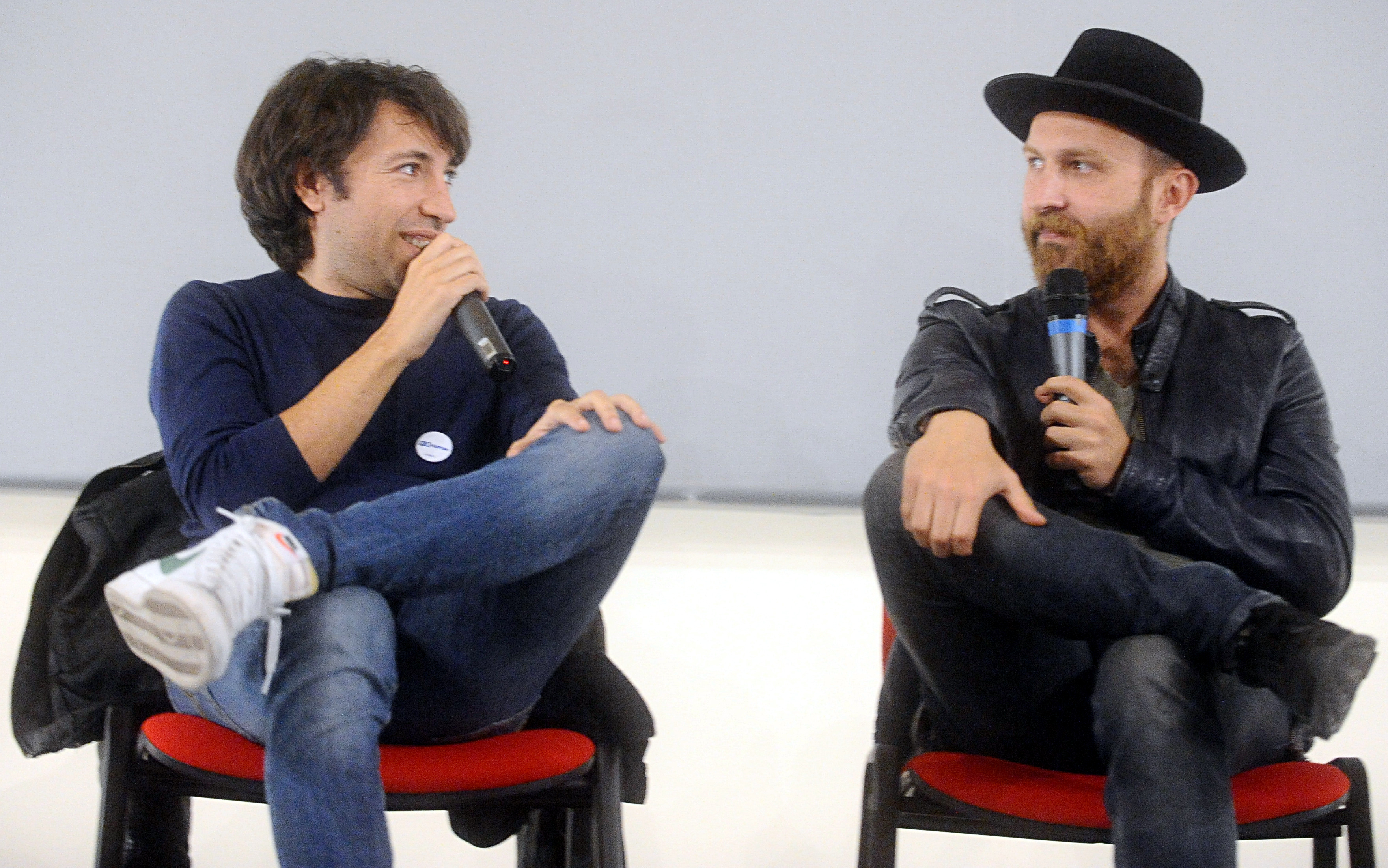
De italienska skådespelarna Herbert Ballerina och Maccio Capatonda vid Lucca Comics & Games 2016.

### Seriepriser
Åren 1970–2005 utdelades Yellow Kid-priset – med namn efter Richard F. Outcaults klassiska seriefigur – under festivalen. Det delades ut i ett antal olika kategorier, inklusive för Bästa serieskapare, Bästa serietecknare, Bästa nykomling, bästa utländska serietecknare och Livsverk. Yellow Kid-priser utdelades även till förläggare. Sedan 1967 delar man också ut ett specialpris med namn efter stadens Guinigitorn – Gran Guinigi.
Yellow Kid
- 1970: Johnny Hart, som Bästa serieskapare[5]
- 1972:
  - Hergé, för "una vita per il cartooning" (för hans livsverk)[6]
  - Tintin, för Bästa serietidning
- 1973: Guido Buzzelli, för Bästa serietecknare och serieförfattare
- 1974: Vaughn Bodé
- 1975:
  - Jean Giraud, för Bästa utländska serietecknare[7]
  - Dan O'Neill
  - Frank Hampson, förklarad som Prestigioso Maestro och den bästa serieförfattare och strippserietefknare sedan andra världskrigets slut
- 1977: Fred
- 1978: 
  - Bobby London, Bästa serieskapare
  - Milo Manara[8]
  - Carlos Trillo, för Bästa internationella serieskapare[9]
- 1980: 
  - Didier Comès, för Bästa utländska serietecknare
  - Jean Giraud, för Bästa utländska serieförfattare
  - Frank Margerin
- 1982: Art Spiegelman, för Bästa utländska serieskapare[10]
- 1983: 
  - Gilbert Hernandez[11]
  - Jaime Hernandez[12]
- 1984: Strip Art Features, för Bästa utländska serieförlag[13]
- 1986: Bill Sienkiewicz, för "överbryggandet av gapet mellan amerikansk och europeisk seriekänsla"[14][15]
- 1990: 
  - Neil Gaiman[16]
  - Massimo Rotundo, för Bästa italienska serietecknare
  - Leonardo Ortolani, för Bästa nykomling
- 1993:
  - John Byrne[17]
  - François Boucq[17]
  - Frank Thomas[17]
  - Ollie Johnston[17]
- 1998: Paul Gillon
- 1999: Jeff Smith, för Bästa serieskapare[18]

Gran Guinigi (för Bästa serieskapare, om ej annat nämnt)
- 1969: Hugo Pratt, för Balladen som det salta havet[19]
- 1975: Dan O'Neill, för  The Penny-Ante Republican[20]
- 1978: Carlos Trillo[9]
- 1986: Bill Sienkiewicz[14][15]
- 1990: Massimo Rotundo
- 1995: Francois Boucq
- 2001: Aldo Di Gennarro ("Maestro del fumetto")
- 2002: Corrado Mastantuono
- 2003: Jean Van Hamme (Livsverk)
- 2005: Gipi
- 2006: Paolo Bacilieri
- 2007: Andrea Bruno
- 2008: Marco Corona
- 2009: Joann Sfar
- 2010: Manuele Fior
- 2011: Baru
- 2012: Manu Larcenet
- 2013: Rutu Modan
- 2014: Tuono Pettinato
- 2015: Asaf Hanuka
- 2016: Igort
- 2017: Joyce Farmer

### Spelpriser
- 2002: Emiliano Sciarras västeronrienterade kortspel Bang! (Bästa spel)
- 2003: Sine Requie (Bästa italienska spel)
- 2004: Helena Bulaja Priče iz davnine (Bästa multimedieprodukt)
- 2010: 
  - 7 Wonders (Bästa kortspel)
  - Eden: the Deceit (Bästa spelmekanik)
- 2011: Vincent Bakers Apocalypse World (Bästa rollspel)